# ریچی ۱۳۶۴۲
سیارک ۱۳۶۴۲ (به انگلیسی: 13642 Ricci، نامگذاری:1996HX) سیزده هزار و ششصد و چهل و دومین سیارک کشف شده‌است که در ۱۹ آوریل ۱۹۹۶ کشف شد.
قدر مطلق سیارک برابر ۱۳٫۶۰ است.